# Sytuacja prawna i społeczna osób LGBT w Bułgarii

## Prawo a dyskryminacja osób homoseksualnych
Kontakty homoseksualne zostały zalegalizowane w Bułgarii w 1968 roku. W 2002 roku wszelkie przepisy prawa dyskryminujące mniejszości seksualne zostały usunięte z systemu prawnego kraju oraz zrównano ze sobą wiek osób legalnie dopuszczających się kontaktów homo- i heteroseksualnych – wynosi on 14 lat. Był to jeden z warunków, bez spełnienia których Bułgaria nie zostałaby przyjęta do Unii Europejskiej. Geje nie są wykluczeni ze służby wojskowej z powodu swojej orientacji seksualnej.

## Ochrona prawna przed dyskryminacją
Bułgarskie prawo gwarantuje ogólny zakaz dyskryminacji przez wzgląd na orientację seksualną. Został on zawarty w kodeksie karnym i obejmuje różne dziedziny życia, w tym miejsce pracy. Przepisy te obowiązują w kraju od 2004 roku.

## Uznanie związków osób tej samej płci
W bułgarskim ustawodawstwie nie istnieje żadna forma uznania związków jednopłciowych.
W 2005 roku partia socjalistyczna zapowiedziała, że po wyborach będzie chciała zalegalizować związki partnerskie par homoseksualnych.

## Życie osóbLGBTw kraju
Bułgaria jest krajem, w którym akceptacja dla mniejszości seksualnych szybko rośnie. Według sondażu Pew Global Attitudes Project z 2002 roku 37% obywateli kraju akceptuje homoseksualizm, a 36% uważa, że nie powinien być akceptowany przez społeczeństwo.
Według sondażu Eurobarometr, wykonanego na zlecenie UE w 2006 roku, 12% Bułgarów popiera zalegalizowanie małżeństw homoseksualnych, a 15% prawa adopcyjne dla osób tej samej płci.
W Bułgarii istnieje średniej wielkości scena gejowska. Jej centrum jest Sofia. Miasto to dysponuje kilkoma lokalami przyjaznymi gejom, tzw. gay-friendly. Ponadto w każdym dużym mieście istnieje przynajmniej jeden lokal, w którym geje i lesbijki mogą czuć się w miarę swobodnie.
Wydawane są tu publikacje, działa kilka organizacji zajmujących się niesieniem pomocy osobom LGBT. Pierwsza bułgarska organizacja LGBT Gemini została oficjalnie zarejestrowana we wrześniu 1992 roku przez sąd w Sofii. Pierwsza manifestacja środowisk homoseksualnych (gay pride parade) odbyła się w 2000 roku, gromadząc przeszło 1.000 uczestników.